# Mthethwa
Mthethwa of de Mthethwaconfederatie was een Ngunikoninkrijk in het noordoosten van het tegenwoordige KwaZoeloe-Natal, Zuid-Afrika. Mthethwa was de plek waar de legendarische krijgsheer Shaka Zoeloe opgroeide.
De staat was een confederatie van zo'n 30 Ngunistammen. De Mthethwa voerden in het begin van de 19e eeuw oorlog tegen de Ndwandwe om de macht in Natal. De Mthethwakoning Dingiswayo werd omstreeks 1817 gevangengenomen en onthoofd door de Ndwandwekoning Zwide. Dingiswayo's bondgenoot Shaka Zoeloe nam het leiderschap over en Mthethwa werd ingelijfd bij het Zoeloekoninkrijk.